# Намбу Тип 90
Намбу Тип 90 – сигнальный пистолет японского разработки и производства Намбу. Использовался Императорским флотом Японии и выпускался в двухствольном и трёхствольном вариантах.
Обозначение "Тип 90" происходит от двух последних цифр года принятия на вооружение, которым был 2590 (1930 г.) по японскому имперскому календарю.
Трёхствольный вариант был произведён в количестве менее 6000 пистолетов. Первая Модель, созданная в мирное время в начале 1930-х годов, была тщательно отполирована и отделана, в то время как Вторая Модель, выпускавшаяся с середины 1930-х и до конца Второй Мировой войны уже в военной время, полировалась не так тщательно для ускорения производства. Третья Модель, производившаяся уже после конца Второй Мировой войны, в целях упрощения была сделана двухствольной.

## Конструкция
Стволы были изготовлены из воронённой стали, а корпус оружия окрашивался чёрным лаком. Двухпозиционный предохранитель располагался прямо над рукояткой с левой стороны и имел два положения: вверх – огонь и вниз – на предохранителе. Ствол, из которого нужно было выстрелить, выбирался рычагом над рукояткой – вправо для правого и центрального стволов и влево – для левого. На двухствольных моделях этот рычаг выполнял функцию второго предохранителя.
Стволы имели прямоугольные пометки, указывающие, какая именно ракета заряжается как стандартная. Трёхствольные версии были помечены зелёной отметкой на правом стволе, белой – на верхнем и красной или жёлтой на левом. Белые ракеты использовались для освещения в сумерках и ночью, чёрны дым – для постановки дымовых завес, а цветные ракеты – для подачи сигналов. Ракеты имели картонные, стальные или бронзовые гильзы.
Флотский сигнальный пистолет Намбу Тип 90 сегодня более редок, чем армейский Тип 10. Причин несколько: меньший тираж, использование на судах и самолётах морской авиации, большей частью затонувших, а также отсутствие, по мнению американских солдат, коллекционной ценности у ракетниц по сравнению с мечами и пистолетами.

## Использование
- КНР: коммунистическое китайское правительство производило копию двуствольного Тип 90 с 1949 по 1957 год. Он был заменен на одноствольного 26.5 х 80 мм тип 57, копию одноствольного советской ракетницы СПШ-44.
- ДРВ:  Вьетминь и, позднее, Народная армия Вьетнама использовали как оригинальные японские варианты, так и китайские копии. Они были заменены во  подразделения первой линии советской моделью в середине 1960-х годов.

## В кино
В голливудских фильмах (таких как Подрывник (1993) и "Водный мир" (1995)), Тип 90 используется используется в качестве футуристического дробовика-пистолета.